# 九龍巴士12B線
九龍巴士12B線是香港九龍一條已停駛的巴士路線。

## 歷史
- 1957年7月29日：路線投入服務，為12線的輔助線，來往旺角亞皆老街至荔枝角，祇於下午至凌晨提供服務。
- 1959年：擴展至早上，下午至凌晨提供服務。
- 1959年12月21日：路線延長為旺角碼頭至荔枝角，擴展至清晨至午夜提供服務，脫離12線的輔助線。
- 1964年3月11日：路線改為旺角碼頭至長沙灣。
- 1964年4月1日：路線改為長沙灣至橫頭磡。
- 1967年：因六七暴動，12B號線停駛直至12月9日。
- 1970年7月1日：九巴取消所有路線分段收費。
- 1973年6月23日：路線延長為橫頭磡至荔枝角（橋底）。
- 1984年7月22日：橫頭磡總站遷往樂富（樂富中心）新總站。
- 1985年5月31日：荔枝角（橋底）總站命名為美孚。
- 1988年7月25日：路線取消服務。

## 行車資料

### 行車路線
- 美孚開經：荔枝角道、長沙灣道、通州西街、青山道、欽州街、荔枝角道、界限街、聯合道、杏林街、富美東街、橫頭磡東道及橫頭磡南道

- 樂富開經：橫頭磡東道、富美東街、杏林街、聯合道、界限街、亞皆老街、塘尾道、太子道西、荔枝角道、黃竹街、長沙灣道及荔枝角道